# Iván Heyn
Iván Heyn (Buenos Aires, Argentina; 29 de noviembre de 1977-Montevideo, Uruguay; 20 de diciembre de 2011) fue un economista y político argentino, uno de los principales referentes de la agrupación juvenil kirchnerista La Cámpora. Heyn se desempeñaba como subsecretario de Comercio Exterior y Relaciones Internacionales del Ministerio de Economía y Finanzas Públicas argentino.

## Biografía

### Formación universitaria y militancia
De familia judía, estudió la Licenciatura en Economía en la Universidad de Buenos Aires (UBA), donde se graduó con mención especial y diploma de honor en 2003. Cursó estudios de posgrado en la Maestría en Economía Industrial y Desarrollo Económico de la Universidad Nacional de General Sarmiento. Completó su formación desarrollando tareas de investigación bajo la supervisión de Jorge Schvarzer. Fue docente en distintas universidades nacionales.[cita requerida] Heyn fue el primer presidente de la Federación Universitaria de Buenos Aires tras el desplome del brazo estudiantil Franja Morada.
Tuvo una activa militancia estudiantil durante su paso por la UBA en la agrupación independiente TNT. Entre 2000 y 2001 fue consejero en la Facultad de Ciencias Económicas. El 27 de diciembre de ese año, en plena crisis política y económica en el país, alcanzó la presidencia de la Federación Universitaria de Buenos Aires (FUBA) con el respaldo de un frente de agrupaciones independientes. Heyn fue el primer presidente de la FUBA tras 18 años de conducción de Franja Morada, brazo universitario de la Unión Cívica Radical.

### Trayectoria como funcionario público
Durante la presidencia de Néstor Kirchner, Iván Heyn ocupó el cargo de asesor de los ministros de Economía Felisa Miceli y Miguel Peirano. Anteriormente, había trabajado en la Secretaría de Industria, Comercio y PyME como especialista en temas productivos y de desarrollo sectorial. Ya durante la presidencia de Cristina Fernández de Kirchner, entre mayo de 2008 y enero de 2009 fue subsecretario de Industria, con Carlos Fernández como ministro de Economía. Entre enero de 2009 y enero de 2011 se desempeñó como gerente de Estudios Macroeconómicos y Sectoriales en Banco de Inversión y Comercio Exterior (BICE).
En 2010 fue designado presidente del directorio de la Corporación Antiguo Puerto Madero S.A., entidad encargada del desarrollo urbano del barrio porteño de Puerto Madero, en representación del gobierno nacional. En febrero de 2011 fue asimismo nombrado en el directorio de la empresa Aluar, una de las mayores productoras de aluminio de América del Sur, en representación del capital social en manos de la Administración Nacional de la Seguridad Social Cuando asumió Débora Giorgi en Producción, debió emigrar a la gerencia de Estudios Macroeconómicos y Sectoriales del Banco de Inversión y Comercio Exterior. Luego desembarcó en la presidencia de la Corporación Antiguo Puerto Madero SA en julio de 2010, donde ostenta un récord de que no  designó a ningún contratado en su paso por la Corporación de Puerto Madero
(ANSES). Fue una de sus primeras decisiones fue ordenar la publicación y difusión del Balance 2009 de la Corporación Puerto Madero en la web de la entidad.
En las elecciones legislativas de la Ciudad de Buenos Aires de 2011 Heyn fue candidato por la lista del Frente para la Victoria (FPV), la coalición de gobierno de la presidenta Fernández de Kirchner. Formó asimismo parte del equipo de asesores de Daniel Filmus, postulante a jefe de Gobierno de la Ciudad por el FPV, quien resultaría derrotado en segunda vuelta por Mauricio Macri.
El 10 de diciembre de 2011, al asumir Cristina Fernández de Kirchner su segundo mandato, fue nombrado subsecretario de Comercio Exterior y Relaciones Internacionales del Ministerio de Economía y Finanzas Públicas, un cargo de nueva creación.
Heyn se consideraba a sí mismo un economista heterodoxo, ideológicamente peronista y kirchnerista. Fue integrante de dos centros de estudios vinculados con esa línea de pensamiento, la Asociación Económica para el Desarrollo Argentino (AEDA) y el Centro de Estudios para el Desarrollo Argentino (CENDA).

### Fallecimiento
El 20 de diciembre Heyn fue encontrado muerto en la habitación del hotel. El fallecimiento de Heyn alteró la rutina habitual de la cumbre y conmocionó a la presidenta argentina, quien se retiró momentáneamente del recinto al recibir la noticia. Finalmente se determinó que fue un accidente, el dictamen fiscal donde todos coinciden que no hay más elementos a una conclusión diferente a la de "muerte accidental". Para el momento del cierre de la causa, se determinó que había muerto accidentalmente tras una hipoxifilia autoinfligida con su propio cinturón, encontrándose semen en las proximidades del cadáver.